# 球戯論
『球戯論』（きゅうぎろん, Trattato del Giuoco della Palla）は、1555年、イタリア、ヴェネツィアにおいて聖職者アントニオ・スカイノ（Antonio Scaino da Salò, 1524年 - 1612年）が著した、球技、特にテニスに関する解説書。フェラーラ公アルフォンソ・デステに献じられた。近代にローンテニスが成立する以前の、テニスとそれに類するスポーツについて知る際に手がかりとされる著作である。
三部構成で、第一部は16世紀イタリアで行われていたテニスのルールとその判定の根拠について、第二部はテニスの定義と分類、競技で用いられるコートやラケット、ボールなど用具類の特徴や、試合の際の戦略、ストロークについて、第三部は身体運動としてテニスがもたらす効用について書かれている。

## 日本語訳
アントニオ・スカイノ（辻本義幸訳）「球戯論」
表孟宏編『テニスの源流を求めて』大修館書店、1997年、pp. 215 - 444. ISBN 4469263753